# Jacamaralcyon
Jacamaralcyon là một chi chim trong họ Galbulidae.